# ベルリンテレビ塔
ベルリンテレビ塔（ベルリンテレビとう、独: Berliner Fernsehturm、Fernsehturm はドイツ語で「テレビ塔」の意）は、ドイツの首都ベルリン・ミッテ区の交通の中心地アレクサンダープラッツに位置する電波塔である。

## 概要
テレビ塔は、旧ドイツ民主共和国（東ドイツ）によって、東ベルリンだった地区に1965年から1969年にかけて建設され、東ベルリンのシンボルとなってきた。テレビ塔は現在はドイツテレコムの所有となっており、ベルリン中心部のどこからでも見ることができるベルリンの有名なランドマークである。
建設された当時の高さは365 mだったが、1990年代に新しいアンテナが設置されたため、現在の高さは368 mとなっている。ベルリンテレビ塔は、ヨーロッパ有数の高さの塔であり、モスクワのオスタンキノ・タワー、キーウのキーウテレビ塔、リガのリガラジオ&テレビタワーに次ぐ高層構造物となっている。テレビ塔からの眺めはベルリンでも最高で、今でも年に100万人の観光客が訪れている。塔の中ほどにある球体の真ん中には、展望台と回転レストランがあり観光客の人気スポットである。展望台は高さ204mの位置にあり、晴れた日には40km以上先までが見える。20分で360度回転するレストランは展望台の数メートル上に位置している（当初は1時間で一回転していたが、後に回転速度が2倍になり、1990年代後半の改修の際に3倍になった）。
塔のシャフト内は2本のエレベーターが、地表から球体まで40秒で観客を運んでいる。ただしエレベーターのかごのサイズが小さく、車椅子が入れないほか、エレベーター待ちの観客がテレビ塔入り口でいつも行列をなしている。

## 歴史

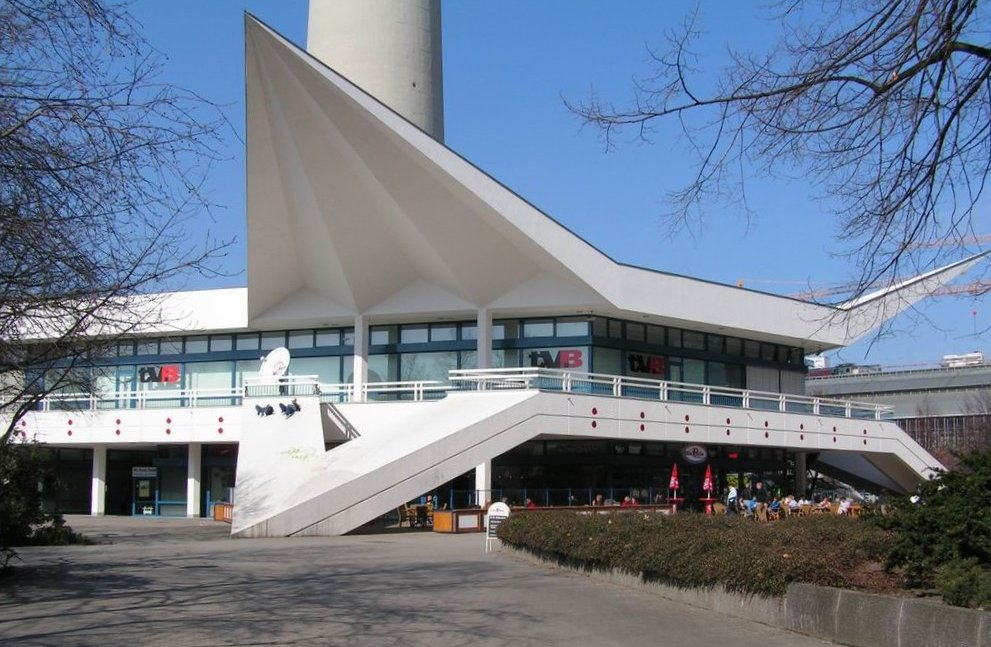
タワー基盤部のパビリオン

1964年、東ドイツの支配政党ドイツ社会主義統一党の書記長だったヴァルター・ウルブリヒトは、戦前のベルリンの交通中心地・繁華街で、東ベルリン時代にはシュプレー川まで続く広大な広場となっていたアレクサンダープラッツに、ランドマークとなるテレビ塔を建てる案を許可した。この塔は西ドイツのシュトゥットガルトで1950年代に建設開始された世界初のコンクリート製テレビ塔・シュトゥットガルトテレビ塔（Fernsehturm Stuttgart）と同様の構造で、シュトゥットガルトの塔より高く、東ドイツの工業力を示すものだった。
ベルリンテレビ塔建設のアイデアは1950年代半ばに遡る。当時、東西ドイツ政府は統一後の首都ベルリンの都市計画をめぐり、建築設計競技を別々に開催するなどして激しく対立していた。西ドイツ政府・ベルリン州（西）政府主催の都市構想コンペ「首都ベルリン」には、ル・コルビュジエや優勝者スミッソン夫妻（ピーター&アリソン・スミッソン）ら西側の名だたる建築家が参加したが、東ドイツ政府はこれをボイコットして1958年に「ドイツ民主共和国首都ベルリンの社会主義的都心改造」と題した独自のコンペを行った。これによりシュプレー川からアレクサンダープラッツ間の大集会用広場、マルクス・エンゲルス広場の周辺計画が決定していった。
この時、バウハウスの影響を受け戦前から活躍した建築家で、1950年代末には社会主義リアリズムからモダニズム建築に回帰しつつあったヘルマン・ヘンゼルマン（Hermann Henselmann）が、 イェルグ・シュトライトパート（Jörg Streitparth）とともに球体の展望室のあるテレビ塔を提案したが、審査では批判されたため実現しなかった。この案が1960年代半ばになって、東ドイツの通信網整備の拠点として、また東ベルリンのシンボルタワーとして、さらに間近に迫った東ドイツ建国20周年を祝う記念碑として、復活することになる。
テレビ塔建設に当たって、ヘンゼルマンとシュトライトパートに加え、ヴァルター・ヘルツォーク（Walter Herzog）、ヘルベルト・アウスト（Herbert Aust）も設計に加わった。建設は1965年8月4日に開始された。円錐形の高さ250mの鉄筋コンクリートの塔を建て、さらにアンテナ塔を継ぎ足す工事は、4年の歳月をかけてほぼ完成し、1969年10月3日には試験放送が行われた。公式なオープンはその4日後の1969年10月7日、ドイツ民主共和国の誕生から20周年を迎える建国記念日のことだった。
テレビ塔は「アスパラガスの茎」に喩えられ、西ベルリンからテレビ塔を見上げていたジャーナリストたちはこの塔を「Telespargel」（テレ・アスパラガス）と呼んでいた。

### アネクドート
このテレビ塔は西側から見るといまいましいものだったためか、口さがないベルリンっ子たちの様々な小咄の対象となっている。たとえば、テレビ塔の球形部に張られたステンレス鋼のタイルに太陽が反射すると、光の反射は十字の形になった。この効果は設計者の意図したものではもちろんなく、設計時にこうなると分かっていたわけでもおそらくない。しかし共産主義政府の無神論をからかうため、また東ドイツで進行中の教会への抑圧に抗するため、ベルリンっ子はこの光の十字を Rache des Papstes 、「法王の復讐」と呼んだ。アメリカ大統領ロナルド・レーガンは1987年に訪独した際、ベルリンのブランデンブルク門で演説した際にこの逸話にも言及し、この光を愛や崇拝のシンボルと呼びベルリンが社会主義によっても決して抑圧されない証だと述べている。
また同じ理由から、テレビ塔はヴァルター・ウルブリヒトにちなんで「聖ヴァルター教会」と呼ばれた。

### ワールドカップ
2006年にドイツで開催された2006 FIFAワールドカップ、およびベルリン・オリンピアシュタディオンで開催される決勝戦を記念して、球形部にはサッカーボール形の飾りが施された。テレビ塔の現在の所有者であるドイツテレコムのコーポレート・カラーにちなみ、マゼンタを使っている。

## 詳細
- 展望台への入り口部分の地上からの高さ：6.25m
- 観覧客を乗せるエレベータ：2基
- 施設管理用のエレベータ：1基
- 鉄の階段：986段
- 避難用プラットホームの高さ：地上188mと191mの2ケ所
- 展望デッキの高さ：地上203.78m
- 回転レストランの高さ：地上207.53m
- 塔の高さ：368.03m
- シャフトの重さ：26,000トン
- 球体の重さ：4,800トン

## ギャラリー

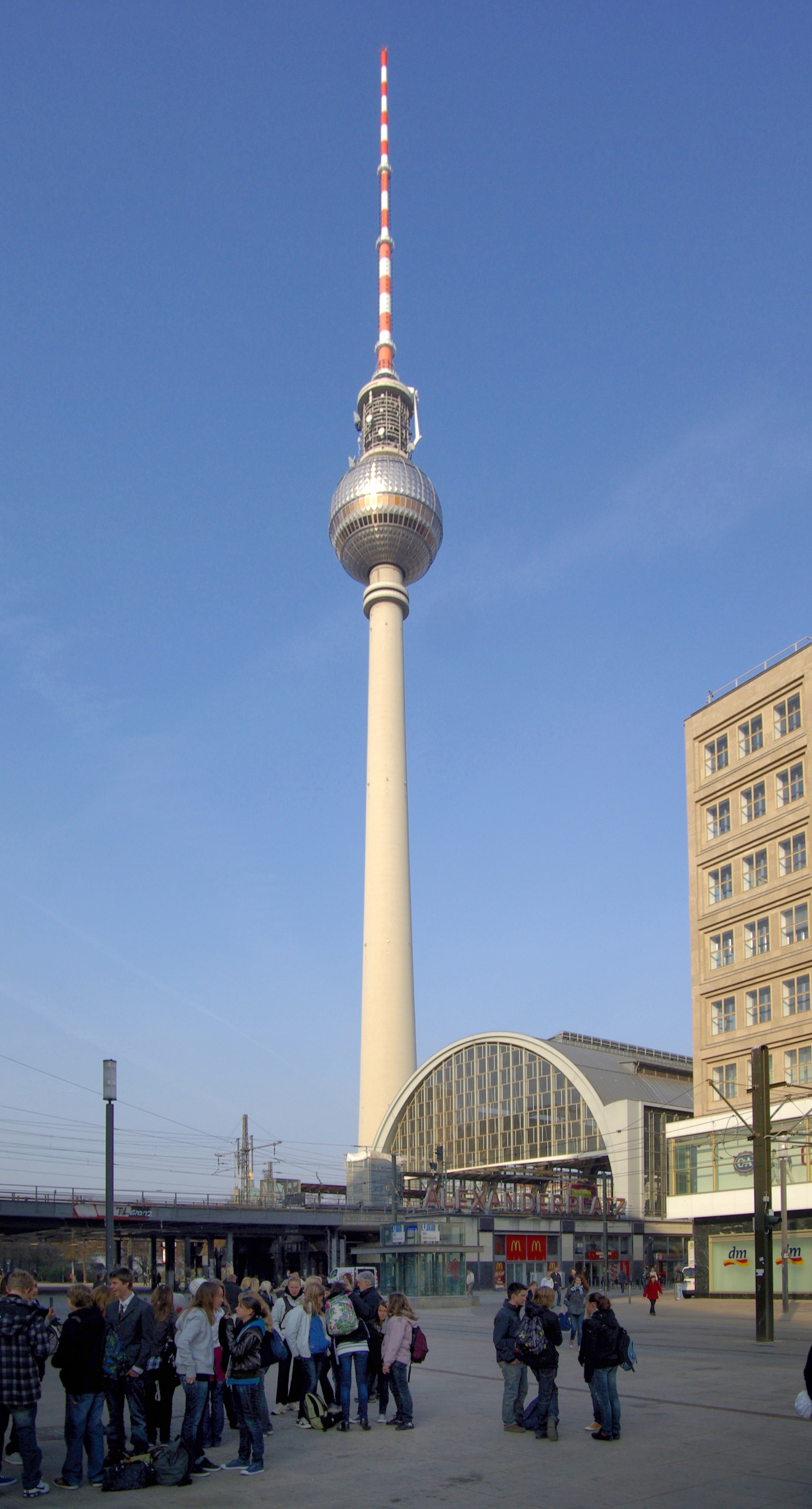
塔を見上げたところ
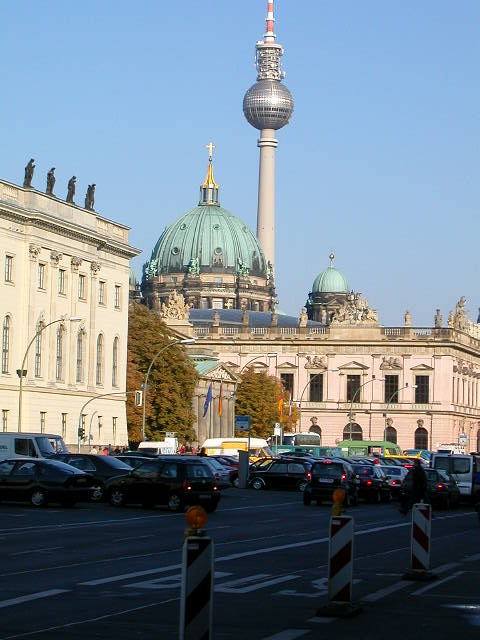
ウンター・デン・リンデンから見たテレビ塔
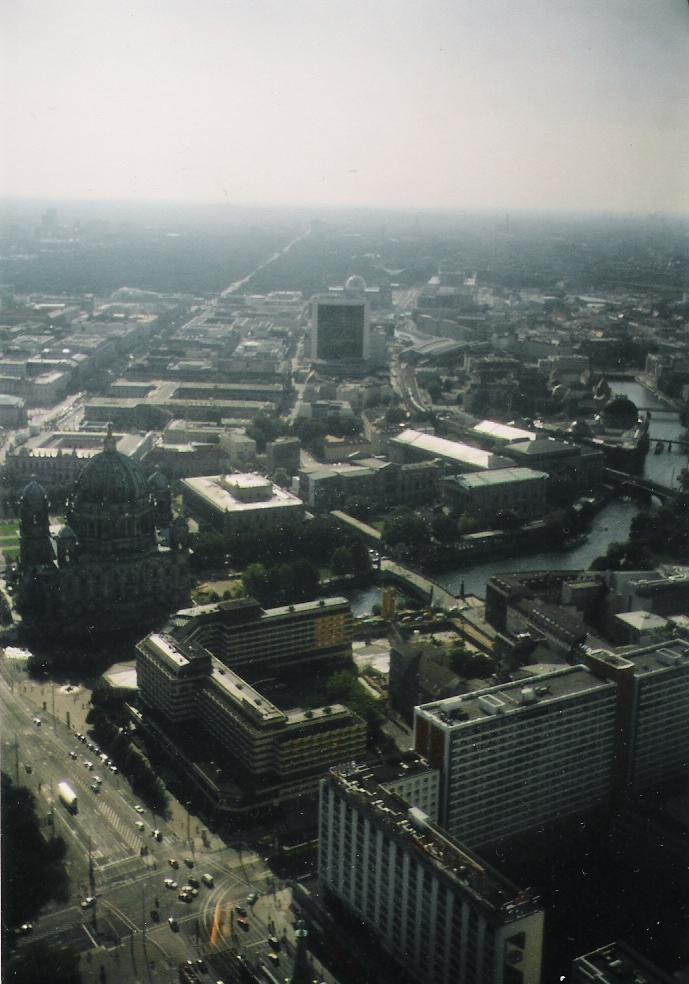
テレビ塔からの眺め、ティーアガルテンが見える
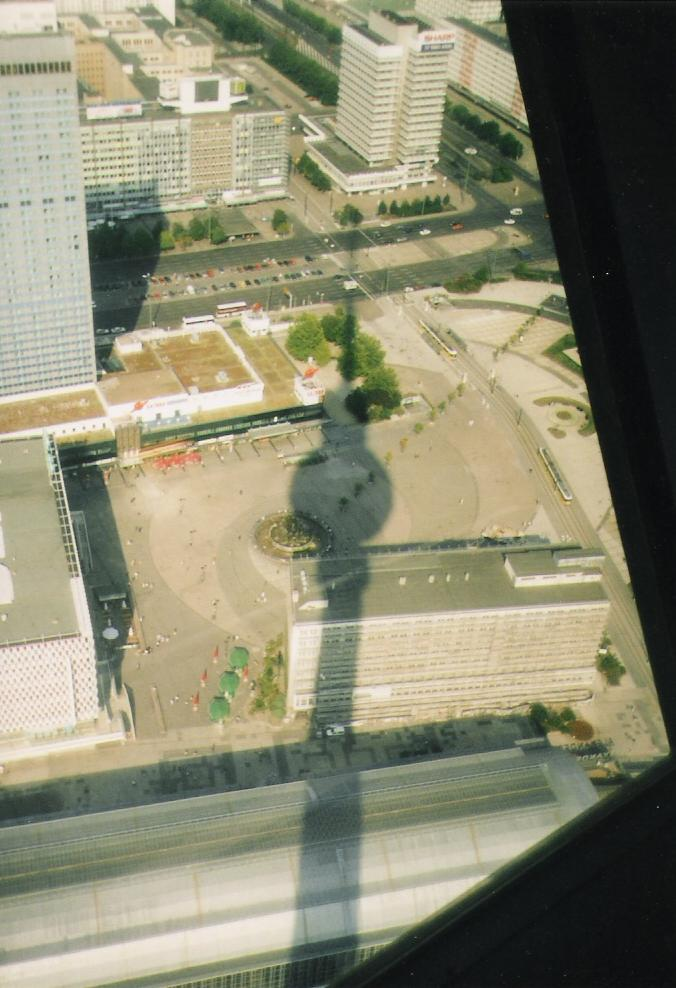
テレビ塔からの眺め、アレクサンダープラッツを見下ろす
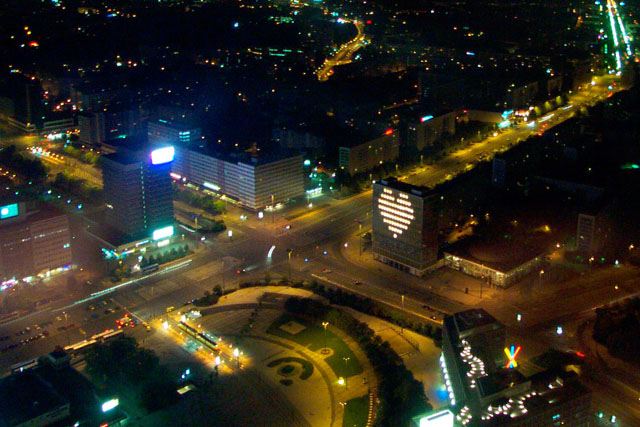
テレビ塔からの眺め、アレクサンダープラッツ夜景
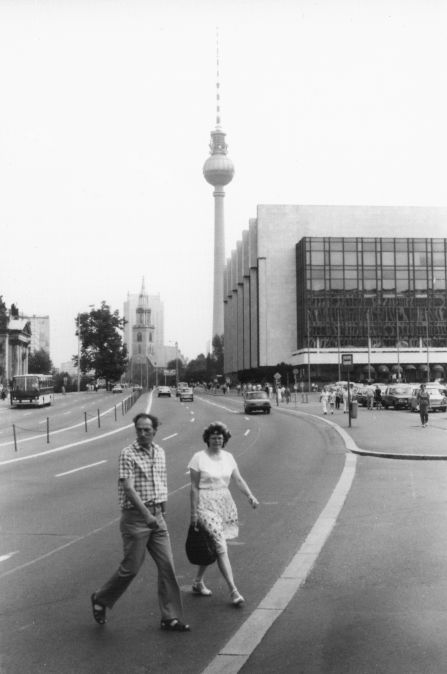
1989年のマルクス・エンゲルス・プラッツ（現在の王宮広場）、共和国宮殿の向こうに塔が見える
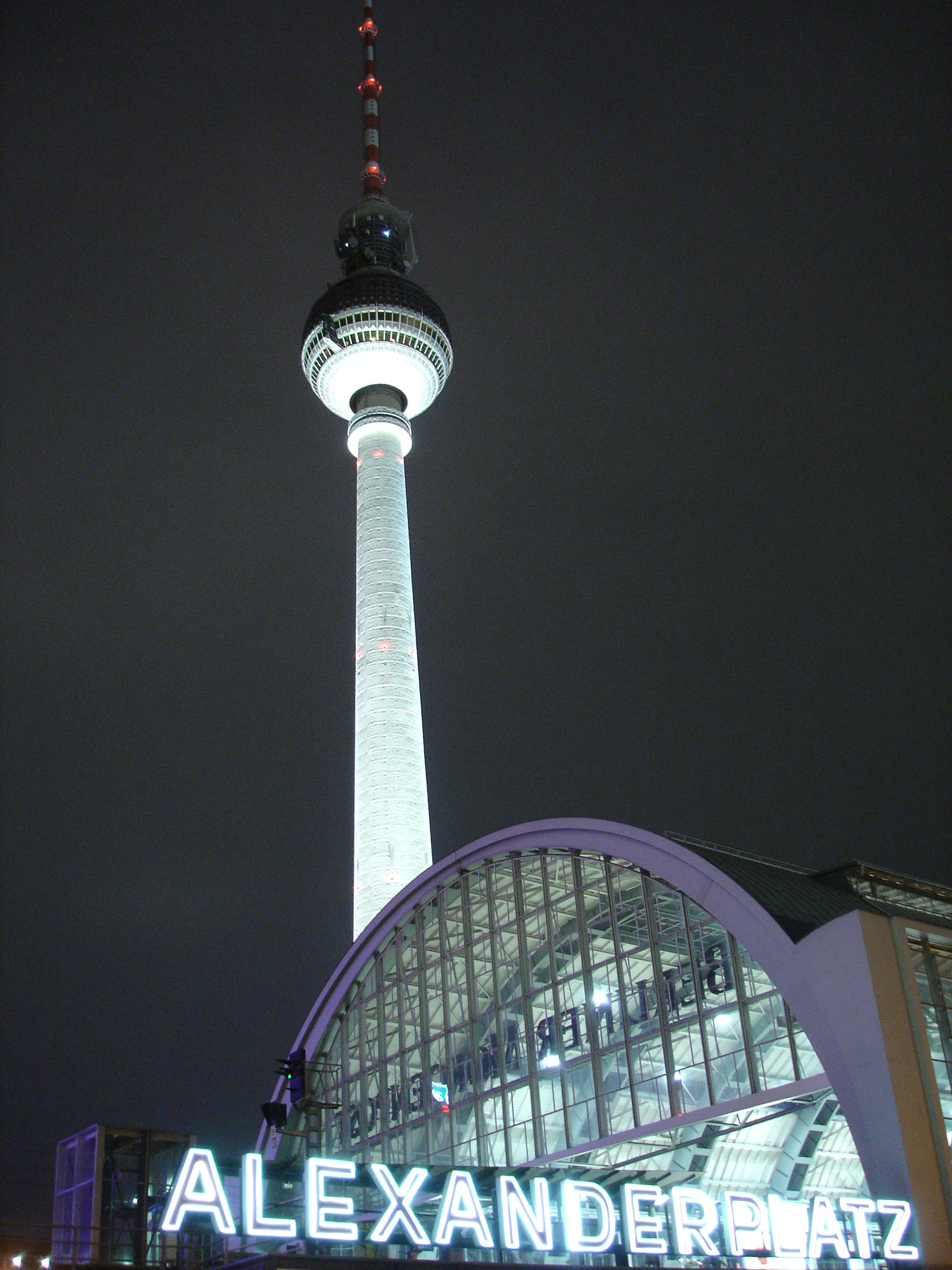
現在のアレクサンダープラッツからの夜景
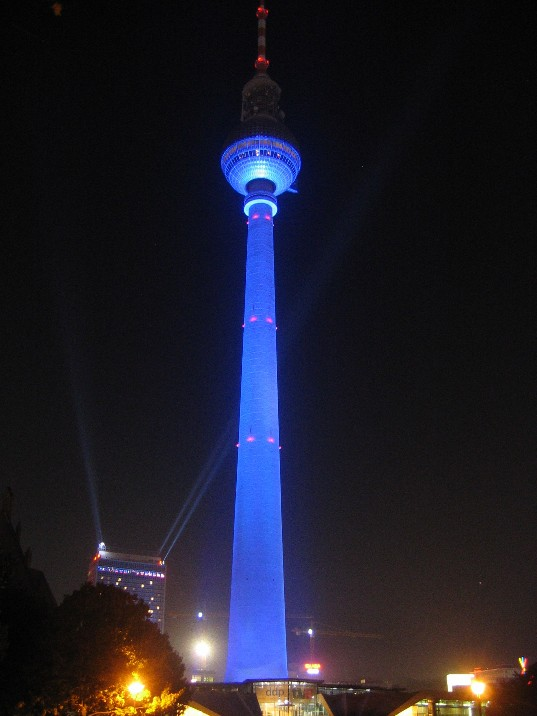
2005年10月、光の祭典でのライトアップ

球形展望台

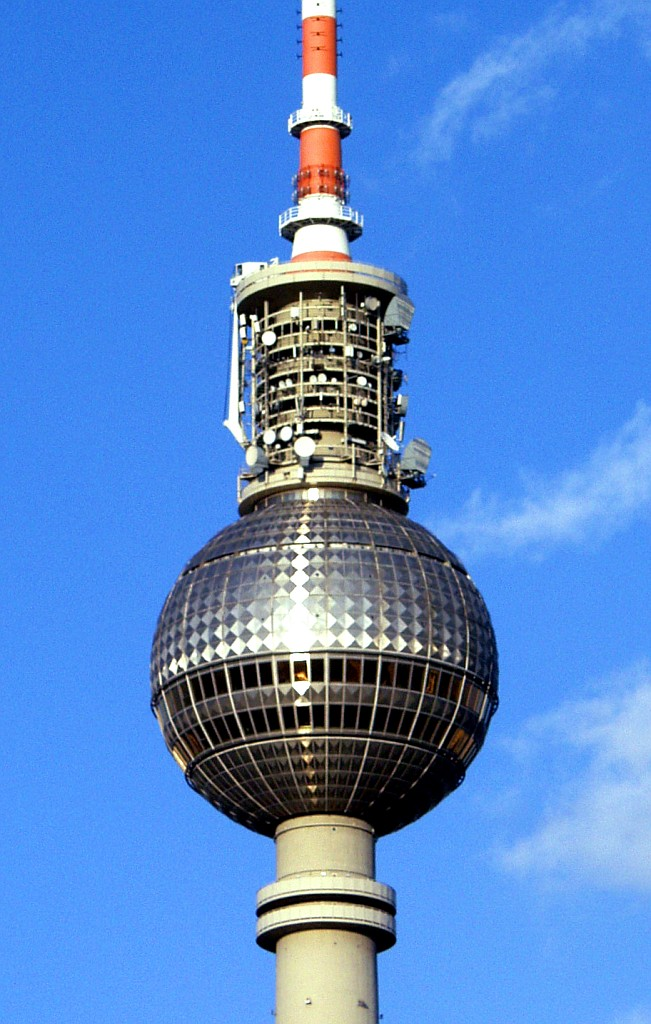
球形展望台
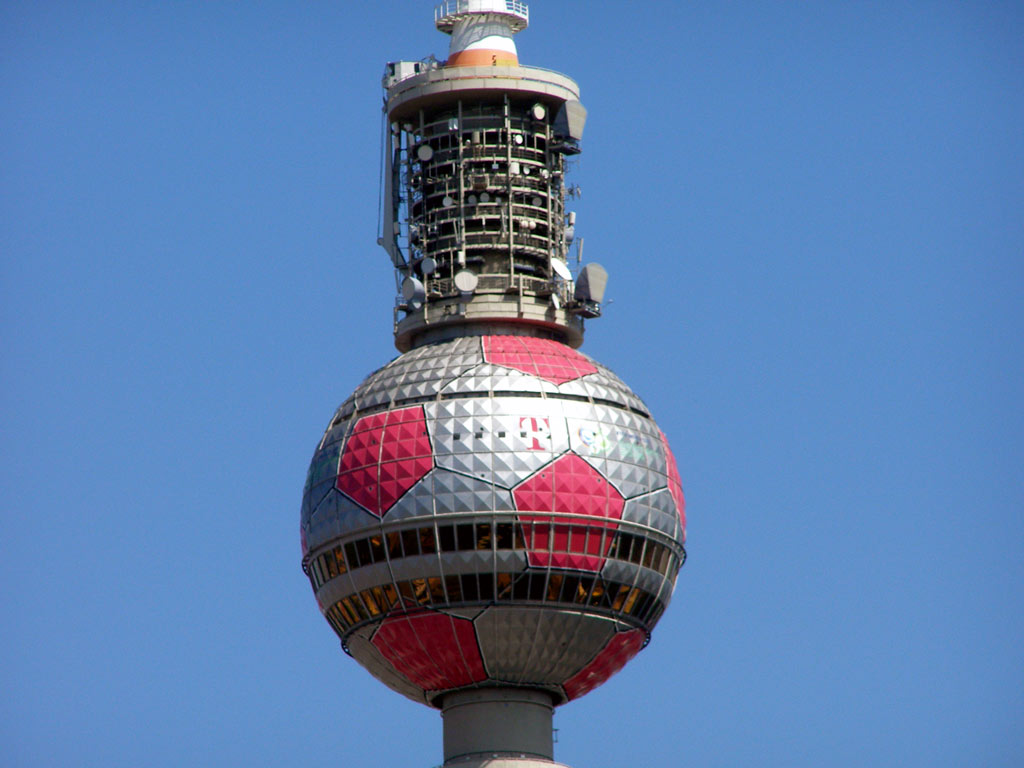
2006年ワールドカップを記念したサッカーボール形の装飾
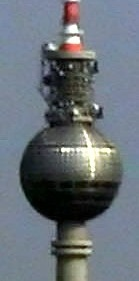
十字架形に反射する日光

## ベルリンテレビ塔を扱った作品
- 映画『タワーリング・インフェルノ'08』（原題：Das Inferno – Flammen über Berlin） - ベルリンテレビ塔火災を描いたパニック映画（DVDパッケージにはなぜか全く別の高層建築ビルCGが描かれている）。

## 関連項目

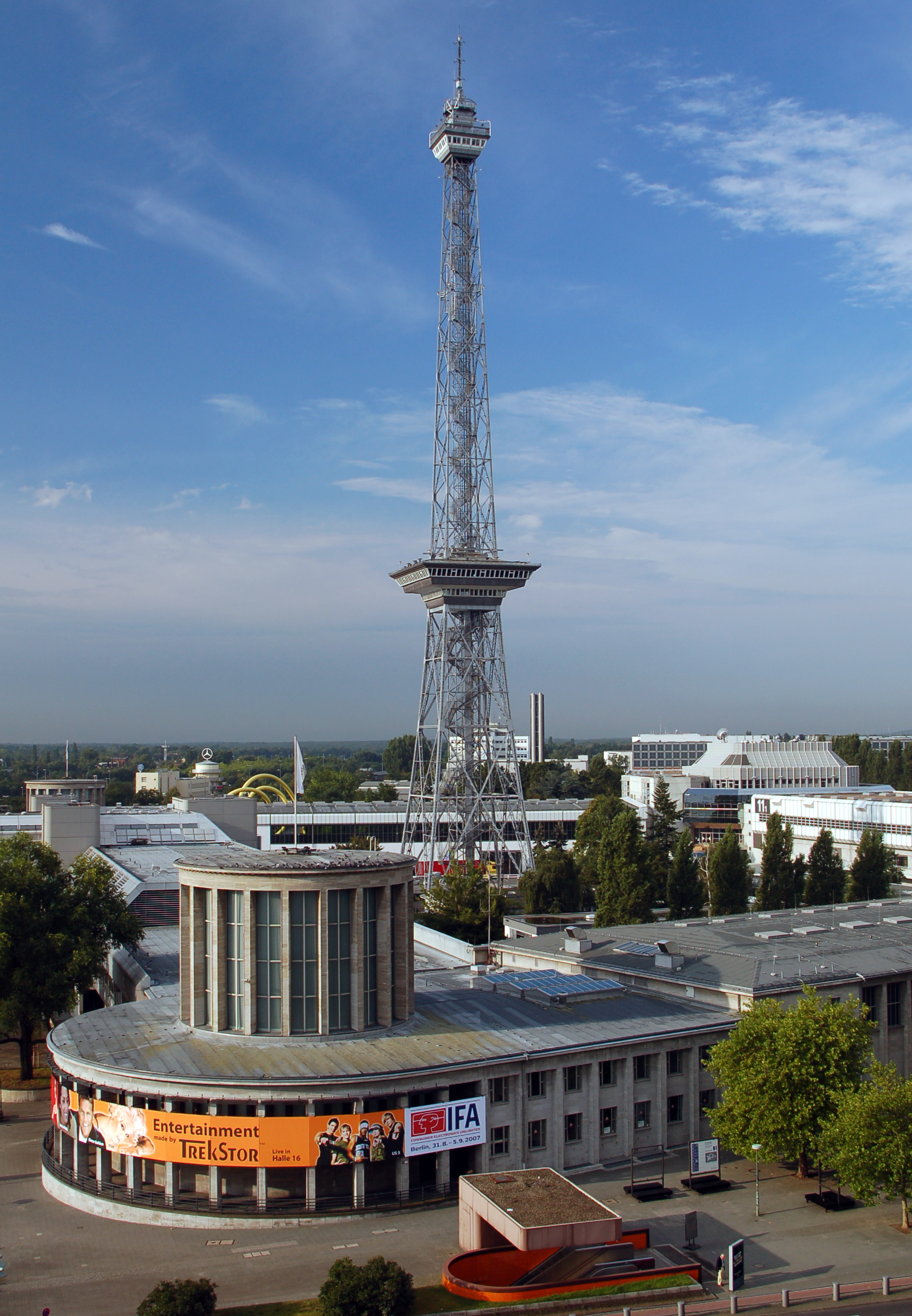
ドライエック・フンクトルム（ドライエック放送塔、もしくはドライエック電波塔）